# Nói albinói
Nói albinói è un film del 2003 diretto da Dagur Kári.
Il film è caratterizzato dall'ambientazione in un luogo desolato: uno sperduto villaggio della costa nord-occidentale islandese perennemente coperto di neve e praticamente isolato; una storia tragica ricca di elementi comici o, a seconda dell'ottica, una commedia intrisa di tragedia che si sviluppa piuttosto lentamente, fino all'inaspettato finale.
Di certo un film insolito che ha conquistato il pubblico nordico e trionfato al festival di Rotterdam.

## Trama
Nói, ragazzo bizzarro e allampanato, vive in un piccolo paese sulla costa islandese assieme alla nonna e sporadicamente vede il padre, tassista alcolizzato che tratta Nói più come un fratello minore che come un figlio; la madre non c'è e non viene mai nemmeno menzionata.
Nonostante Nói abbia indubbie facoltà mentali (vince a mastermind in poche mosse e completa il cubo di Rubik in pochi secondi), diserta la scuola per la quale nutre il più profondo disinteresse e se ne va in giro a camminare per il paese compiendo sempre le stesse azioni: va dal libraio, passa al distributore di carburante a prendersi una birra (con i soldi ottenuti manomettendo la slot machine dello stesso benzinaio) e infine se ne torna a casa per rinchiudersi nella sua cantina sotterranea la cui botola è camuffata in maniera tale che nessuno sappia del suo rifugio.
La sua vita da disadattato (non ha amici, parla poco e l'unico svago che ci mostra la pellicola è andare a sparare col fucile alle stalattiti di ghiaccio) viene scossa dall'arrivo di una nuova ragazza (Iris) al distributore che poi scopre essere la figlia del libraio.
Per nulla intimorito dall'ammonimento del commerciante che gli intima di girare al largo della ragazza, Nói riesce in breve tempo a conquistare (sia pure a livelli quasi platonici) Iris con la quale comincia a frequentarsi.
Nel frattempo le continue assenze e gli atteggiamenti al limite della beffa (Nói affida al compagno di banco un registratore da porre al suo posto in maniera tale che lo "sostituisca") esasperano i suoi insegnanti e il preside si vede costretto ad espellerlo dall'istituto nonostante le suppliche del ragazzo che è preoccupato più dalla delusione (ed ira) del padre che dalla sua situazione scolastica.
A seguito dell'abbandono degli studi Nói comincia a lavorare come custode al cimitero, occupazione che contribuisce ad aumentare l'alienazione del ragazzo che, complice il View-Master che gli illustra scenari caraibici (regalatogli dalla nonna per il suo compleanno), comincia a prendere seriamente in considerazione l'idea di lasciare l'Islanda assieme ad Iris.
Per concretizzare i suoi intenti Nói tenta una goffa quanto patetica rapina in banca, ma il paese è minuscolo e tutti lo conoscono: malgrado sia armato (brandisce il fucile di sua nonna) il suo gesto viene considerato alla stregua di uno scherzo di cattivo gusto e viene cacciato in malo modo, salvo rientrare poco dopo come nulla fosse per ritirare i soldi dal suo conto; dopo di che compra un abito elegante e ruba un'automobile dirigendosi al distributore per prendere Iris. La ragazza, ignara di tutto e inconsapevole del fatto che i suoi sogni adolescenziali di lasciare l'Islanda siano stati presi sul serio, al momento di fuggire si mostra titubante e Nói, spazientito quanto deluso, se ne va con l'auto, apparentemente senza una meta. Ma il suo girovagare dura poco, la polizia (forse chiamata dal padre di Iris che lo spia dalla finestra) lo localizza e lo arresta.
Rilasciato in seguito all'intervento del padre e sentitosi tradito da Iris, Nói fa ritorno a casa e come suo solito si rifugia in cantina; mentre è intento a riflettere un brusco scossone scuote la sua tana: una valanga si è abbattuta sul paese e l'ha intrappolato dentro. Dopo un indefinito intervallo di tempo viene salvato da una squadra di soccorso e viene portato in un centro di accoglienza dove scoprirà che, oltre ad essere l'unico sopravvissuto della sua famiglia (la nonna ed il padre sono rimasti sepolti sotto la slavina), la sciagura si è portata via altre otto persone tra cui Iris. La tragedia finale apparentemente non smuove Nói dal suo atteggiamento abituale (tanto che non si vedono reazioni di alcun tipo all'apprendimento della morte dei suoi cari) e il film si chiude con le foto del View-Master: la solita spiaggia caraibica da immagine ferma si anima e si vedono le onde della risacca che si infrangono sulla spiaggia lasciando allo spettatore l'interpretazione se questo significhi il successo della fuga di Nói o solo una sua fantasia.

## Chiave del film
La nonna manda Nói da un indovino affinché gli predica il futuro. Il mago (che è un abitante del paese) leggendo i fondi di caffè gli annuncia un futuro di morte. Questa predizione rimane in sospeso però, perché nasconde un'ambiguità di fondo: non è chiaro, infatti, se "il futuro di morte" riguarda la vita stessa del protagonista, o più propriamente il suo lavoro, in quanto Nói lavora presso il cimitero del paese.
L'ambiguità si dissipa solo alla fine, ma in un modo del tutto originale. Infatti, come Nói scoprirà guardando il telegiornale, la valanga ha provocato la morte oltre che del padre e della nonna, anche del libraio e della bella Iris, del Preside e del professore che lo avevano cacciato da scuola, del compagno di banco e dell'indovino. Praticamente tutti quelli che avevano avuto, in un modo o nell'altro, a che fare con lui.

## Riconoscimenti
- Transilvania International Film Festival 2003: Miglior film

## Produzione
Il film è stato girato a Bolungarvík, un piccolo comune di circa 1 000 abitanti situato nell'estremo nord-ovest dell'Islanda.